# Goed Claes
Goed Claes is een park te Bilzen. Het park is gelegen aan de Demer.

## Geschiedenis
Vanaf de 16e eeuw was dit de tuin van de woning van de familie De Matthijs, een familie van juristen en andere notabelen, welke drie eeuwen lang dit goed in bezit heeft gehad.
Omstreeks 1820 kwam het goed in bezit van Charles Raphaël Carrey de la Grange, welke in 1847 het oude huis liet afbreken en een nieuw huis, het huidige pand aan Brugstraat 49, deed bouwen.
In 1903 werd het huis verkocht aan Paul Henri Claes–Neyt, die vrederechter te Bilzen was.
In 1985 werd het Goed Claes door de Staat aangekocht en van 1993-1995 werd het huis gerestaureerd. De tuin, waarin een aantal merkwaardige bomen staan, werd een openbaar park.
Het huis is een U-vormig complex. Het middengedeelte is een dubbelhuis onder mansardedak. De dienstgebouwtje zijn eveneens voorzien van mansardedaken, waarin zich oeil de boeufs bevinden.